# Buckatunna
Buckatunna – jednostka osadnicza w Stanach Zjednoczonych, w stanie Missisipi, w hrabstwie Wayne.